# 今井祝雄
今井 祝雄（いまい のりお、1946年 - ）は、日本の造形作家。成安造形大学名誉教授。
妻は、「めだかの列島」などで知られるノンフィクション作家・今井美紗子。「わたしの仕事」では夫婦で取材をおこなっている。

## 来歴
大阪府出身。大阪市立工芸高校在学中から吉原治良に師事する。1964年、個展「17歳の証言」をヌーヌ画廊で開催。同年、第14回具体美術展に最年少の高校生ながら出展。1965年から1972年解散まで具体美術協会会員。1966年、第10回シェル美術賞1等賞受賞。以来パリ青年ビエンナーレはじめ東京国立近代美術館、芦屋市立美術博物館など内外の企画展に出品、現在に至る。
1980年以降は主にパブリックアートを手がけ、新大阪駅前、関西文化学術研究都市、京阪坂本駅ほかに彫刻、モニュメントを制作。1994年、神戸に竣工した「夢創館」を構想設計。翌年、阪神・淡路大震災で難を逃れた同館にて「創造にむけてのガレキ」展を開催するなど、アートからの社会的展開を実践。
2012年、成安造形大学教授（構想表現クラス）を退任。2013年、ニューヨークのグッゲンハイム美術館で開催された具体美術協会の回顧展「具体：素晴らしい遊び場 Gutai: Splendid Playground」に出展。

## 著書
- 『都市のアートスケープ』（ブレーンセンター、1990年）
- 『アーバンアート─芸術からの街づくり』（学芸出版社、1994年）
- 『商店街と現代アート』（共著、東方出版、1999年）
- 『白からはじまる―私の美術ノート』（ブレーンセンター 、2001年）
- 『未完のモニュメント─まちのアートは誰のもの？』（樹花舎、2004年）